# Ælfric (évêque de Ramsbury)
Pour les articles homonymes, voir Ælfric.
Ælfric est un prélat anglo-saxon du milieu du Xe siècle. Il est le troisième évêque de Ramsbury, entre 941 et 951 environ.
Il est parfois appelé Ælfric Ier pour le distinguer d'Ælfric d'Abingdon, un évêque de Ramsbury ultérieur qui a également été archevêque de Cantorbéry.

## Biographie
Le deuxième évêque de Ramsbury, Oda le Sévère, devient archevêque de Cantorbéry en 941. Ælfric le remplace à Ramsbury, mais il est possible qu'Oda ait conservé les deux sièges un certain temps. Il disparaît des sources une décennie plus tard, vers 951, lorsque Osulf lui succède.